# Australian Open 2008 - Quad doppio
Nicholas Taylor e David Wagner hanno battuto in finale Sarah Hunter e Peter Norfolk 5–7, 6–0, 10-3.

## Teste di serie
1. Nicholas Taylor /  David Wagner (campioni)
2. Sarah Hunter /  Peter Norfolk (finali)

## Tabellone

### Legenda
| - Q = Qualificato - WC = Wild card - LL = Lucky loser | - ALT = Alternate - SE = Special Exempt - PR = Protected Ranking | - w/o = Walkover - r = Ritirato - d = Squalificato |

|  | Semifinali | Semifinali                                 | Semifinali                                 | Semifinali | Semifinali |  |  | Finale | Finale                       | Finale | Finale | Finale |  |
|  |            |                                            |                                            |            |            |  |  |        |                              |        |        |        |  |
|  | 1          | Nicholas Taylor David Wagner               | Nicholas Taylor David Wagner               | 6          | 6          |  |  |        |                              |        |        |        |  |
|  |            | Mathew Ingram Brent Poppen                 | Mathew Ingram Brent Poppen                 | 1          | 0          |  |  | 1      | Nicholas Taylor David Wagner | 5      | 6      | [10]   |  |
|  |            | Johan Andersson Dorrie Timmermans-van Hall | Johan Andersson Dorrie Timmermans-van Hall | 4          | 3          |  |  | 2      | Sarah Hunter Peter Norfolk   | 7      | 0      | [3]    |  |
|  | 2          | Sarah Hunter Peter Norfolk                 | Sarah Hunter Peter Norfolk                 | 6          | 6          |  |  |        |                              |        |        |        |  |